# Medowoje
Medowoje (russisch Медовое, deutsch Sollnicken und Tykrigehnen litauisch Seleninkai und Tikrigėnai, sowie Globuhnen) ist der gemeinsame Name  ehemals eigenständiger Orte in der russischen Oblast Kaliningrad (Gebiet Königsberg (Preußen)). Sie gehören zur Pogranitschnoje selskoje posselenije (Landgemeinde Pogranitschny (Hermsdorf)) im Rajon Bagrationowsk (Kreis Preußisch Eylau).

## Geographische Lage
Die jetzigen Ortsteile Medowojes liegen am Flüsschen Stradick (russisch: Kornewka) bzw. Pasmar (russisch Maiskaja) und sind 25 Kilometer von der jetzigen Rajons- und ehemaligen Kreisstadt Bagrationowsk (Preußisch Eylau) entfernt. Durch den Ort verläuft eine Nebenstraße, die von Bagrationowsk über Krasnosnamenskoje (Dollstädt) und Sadowoje bei Slawskoje (Kreuzburg) bis nach Swetloje (Kobbelbude) an der russischen Regionalstraße 27A-002 (ex R516, E 28ehemalige deutsche Reichsautobahn Berlin–Königsberg „Berlinka“) führt. In Medowoje trifft die Nebenstraße auf die Trasse der ehemaligen deutschen Reichsstraße 126 (Alt Christburg–Wormditt–Zinten–Königsberg). Eine Bahnanbindung besteht nicht.

## Geschichte

### Bis 1945

#### Medowoje/Sollnicken

##### Ortsgeschichte
Der einst Sollnicken genannte Ortsteil Medowojes bestand bis 1909 aus einer Gemeinde und einem Gut. 1874 wurde Sollnicken namensgebender Ort eines Amtsbezirks, der bis 1945 bestand und zum Landkreis Preußisch Eylau im  Regierungsbezirk Königsberg der preußischen Provinz Ostpreußen gehörte.
Am 6. Oktober 1909 wurde der Gutsbezirk Sollnicken in den Gutsbezirk Tykrigehnen (heute russisch auch: Medowoje) eingegliedert, und am 1. Dezember 1910 zählte die Gemeinde Sollnicken 101 Einwohner. Am 30. September 1928 erhielt Sollnicken „Verstärkung“, als nämlich sich die Landgemeinden Globuhnen (russisch auch: Medowoje, der Ort existiert jedoch nicht mehr) und Sollnicken sich mit den beiden Gutsbezirken Hollstädt (russisch Lesnaja) und Tykrigehnen zur neuen Landgemeinde Sollnicken zusammenschlossen. Die Einwohnerzahl kletterte entsprechend auf 468 im Jahre 1933 und 490 im Jahre 1939.
Infolge des Zweiten Weltkrieges kam Sollnicken 1945 mit dem nördlichen Ostpreußen zur Sowjetunion und erhielt 1950 den russischen Namen „Medowoje“.

##### Friedrichshof
Friedrichshof am Ufer des Flüsschens Stradick war ein Vorwerk zu Sollnicken. Es wurde um 1780 als Friedrichshoff gegründet und erst nach 1820 Friedrichshof genannt. Als Ortschaft war es eine von sieben, die zu Sollnicken gehörten. Doch nicht lange währte seine Existenz. Bereits im Jahre 1885 war Friedrichshof eingegangen und wurde offiziell aufgelöst. In der Zeit nach 1945 fand seine Name keine Erwähnung mehr.

##### Amtsbezirk Sollnicken (1874–1945)
Zwischen 1874 und 1945 bestand der Amtsbezirk Sollnicken, zu dem anfangs acht Kommunen gehörten:
| Name (bis 1946) | Russischer Name                    | Bemerkungen                                       |
| --------------- | ---------------------------------- | ------------------------------------------------- |
| Landgemeinden:  |                                    |                                                   |
| Globuhnen       | Medowoje                           | 1928 in die Landgemeinde Sollnicken eingegliedert |
| Liepnicken      | Saretschnoje bis 1992: Ochtrownoje |                                                   |
| Sollnicken      | Medowoje                           |                                                   |
| Tiefenthal      | Wyssokoje                          |                                                   |
| Gutsbezirke:    |                                    |                                                   |
| Hollstädt       | Lesnaja                            | 1928 in die Landgemeinde Sollnicken eingegliedert |
| Kusitten        |                                    | 1928 in die Landgemeinde Liepnicken eingegliedert |
| Sollnicken      | Medowoje                           | 1909 in den Gutsbezirk Tykrigehnen eingegliedert  |
| Tykrigehnen     | Medowoje                           | 1928 in die Landgemeinde Sollnicken eingegliedert |

Aufgrund der verschiedenen Umstrukturierungen gehörten am 1. Januar 1945 nur noch drei Gemeinden zum Amtsbezirk Sollnicken: Liepnicken, Sollnicken und Tykrigehnen.

##### Persönlichkeit
- Eduard Collins (* 21. Februar 1796 in Sollnicken), preußischer Generalmajor († 1859)

#### Medowoje/Tykrigehnen

##### Ortsgeschichte
Der früher Tykrigehnen genannte Ortsteil Medowojes kam 1874 in den Amtsbezirk Sollnicken (heute russisch auch: Medowoje) im Landkreis Preußisch Eylau im Regierungsbezirk Königsberg der preußischen Provinz Ostpreußen. Am 6. Oktober 1909 wurde der Gutsbezirk Sollnicken in den Gutsbezirk Tykrigehnen eingegliedert, und am 1. Dezember 1910 zählte man hier 244 Einwohner.
Am 30. September 1928 gab Tykrigehnen seine Selbständigkeit auf und schloss sich mit den Landgemeinden Globuhnen (russisch: Medowoje, nicht mehr existent) sowie dem Gutsbezirk Hollstädt (existiert nicht mehr) zur neuen Landgemeinde Sollnicken zusammen.
1945 kam Tykrigehnen zur Sowjetunion und erhielt 1950 – zusammen mit dem Nachbarort Sollnicken – den russischen Namen „Medowoje“.

##### Der Bulle „Winter“
Im Jahre 1875 kam das Gut Tykrigehnen an den aus der Gegend von Aschersleben stammenden Ökonomierat Alber Schumann († 1925). Mit Importen aus den Niederlanden und Ostfriesland baute er sehr eine Rinderzucht auf, die zwischen 1880 und 1900 in ganz Ostpreußen einen großen Erfolg zeitigte. Maßgeblich für die Leistungsfähigkeit der Zucht auch noch zu Beginn des 20. Jahrhunderts wurde die Linie, die auf dem oft preisgekrönten Bullen „Winter“ basierte, der in Tykrigehnen beheimatet war.
Das erklärt eine früher in Ostpreußen gerne erzählte Anekdote, in der sich ein  hoher Regierungsbeamter bei einer Zugfahrt nach Ostpreußen nach den Besonderheiten des Landstrichs erkundigte. Man erklärte ihm: man muss zwei Dinge wissen, nämlich das Immanuel Kant in Königsberg geboren sei und dass der Bulle Winter in Tykrigehnen stehe.

#### Medowoje/Globuhnen
Der vor 1427 gegründete Glabuhnen und vor 1785 bis 1950 Globuhnen genannte Ort bestand aus einem großen Hof sowie mehreren kleinen Höfen direkt am Ufer des Flüsschens Pasmar (russisch Maiskaja). 1874 wurde er als Landgemeinde in den neu gebildeten Amtsbezirk Sollnicken aufgenommen. Im Jahre 1910 zählte Globuhnen 175 Einwohner. Am 30. September 1928 kam Globuhnen mit Sollnicken, Tykrigehnen und Hollstädt (russisch Lesnaja) zur neu formierten Landgemeinde Sollnicken. 1945 bekam Globuhnen zur Sowjetunion und erhielt 1950 zusammen mit den Nachbarorten den russischen Namen „Medowoje“.

### Seit 1946
Während sich die Spur des einstigen Globuhnen schon in den ersten Nachkriegsjahren verliert und der Ort wohl in Medowoje aufgegangen, damit aber untergegangen war, waren die beiden anderen zum Ort Medwoje zusammengewachsenen früheren Dörfer Sollnicken und Tykrigehnen bis zum Jahre 2009 in den Kornewski sowjet (Dorfsowjet Kornewo (Zinten)) eingegliedert. Seither ist Medowoje – aufgrund einer Struktur- und Verwaltungsreform – eine als „Siedlung“ (russisch: possjolok) eingestufte Ortschaft innerhalb der Pogranitschnoje selskoje posselenije (Landgemeinde Pogranitschnoje (Hermsdorf)) im Rajon Bagrationowsk.

## Kirche
Die Bevölkerung Sollnickens und Tykrigehnens sowie Globuhnens war vor 1945 fast ausnahmslos evangelischer Konfession. Die Dörfer waren in das Kirchspiel Kreuzburg (heute russisch: Slawskoje) eingepfarrt, das zum Kirchenkreis Preußisch Eylau (Bagrationowsk) in der Kirchenprovinz Ostpreußen der Kirche der Altpreußischen Union gehörte. Letzter deutscher Geistlicher war Pfarrer Arno Stritzel.
Heute liegt Medowoje im Einzugsbereich zweier in den 1990er Jahren neu gegründeten evangelischen Gemeinden: der Stadtkirchengemeinde in Mamonowo (Heiligenbeil) und der Dorfkirchengemeinde in Gwardeiskoje (Mühlhausen). Beide sind Filialgemeinden der Auferstehungskirche in Kaliningrad (Königsberg) innerhalb der Propstei Kaliningrad der Evangelisch-lutherischen Kirche Europäische Russland (ELKER).